# Boks na Igrzyskach Ameryki Środkowej i Karaibów 1950
Boks na Igrzyskach Ameryki Środkowej i Karaibów – jedna z dyscyplin sportowych rozgrywana na igrzyskach Ameryki Środkowej i Karaibów 1950 w Gwatemali. Zawodnicy rywalizowali w ośmiu kategoriach wagowych, a zawody w trwały od 28 lutego do 12 marca.

## Medaliści
| Kategoria                | Złoty                      | Srebrny                         | Brązowy                      |
| waga papierowa (48 kg.)  | Enrique Lamelas · Kuba     | Manuel Castro · Meksyk          | Lucas Gómez · Gwatemala      |
| waga musza (51 kg.)      | Carlos Serrano · Gwatemala | Luis Díaz · Panama              | Sergio Peñalver · Kuba       |
| waga kogucia (54 kg.)    | José Colón · Gwatemala     | Evélio Caballero · Kuba         | Óscar Torres · Meksyk        |
| waga piórkowa (58 kg.)   | Gustavo Vega · Nikaragua   | Félix Triana · Kuba             | Marcelíno Werner · Gwatemala |
| waga lekka (62 kg.)      | Léonel Peralta · Panama    | Alfonso Castellanos · Gwatemala | Rosendo Bruñet · Kuba        |
| waga półśrednia (67 kg.) | Santos Gutiérrez · Meksyk  | Henrick Meigham · Gwatemala     | Gilberto Gutiérrez · Kuba    |
| waga średnia (73 kg.)    | Cirilo Gómez · Kuba        | Alejandro Pedroza · Meksyk      | Luis González · Gwatemala    |
| waga ciężka (+80 kg.)    | Julio Mederos · Kuba       | Félix Leal · Gwatemala          | Alejandro Galindo · Meksyk   |

## Klasyfikacja medalowa
| Poz. | Państwo   |   |   |   | Razem |
| ---- | --------- | - | - | - | ----- |
| 1    | Kuba      | 3 | 2 | 3 | 8     |
| 2    | Gwatemala | 2 | 3 | 3 | 8     |
| 3    | Meksyk    | 1 | 2 | 2 | 5     |
| 4    | Panama    | 1 | 1 | 0 | 2     |
| 5    | Nikaragua | 1 | 0 | 0 | 1     |